# South Beach
South Beach és una concentració de població designada pel cens dels Estats Units a l'estat de Florida. Segons el cens del 2000 tenia 3.457 habitants.

## Demografia
Segons el cens del 2000, South Beach tenia 3.457 habitants, 1.610 habitatges, i 1.220 famílies. La densitat de població era de 494,4 habitants/km².
Dels 1.610 habitatges en un 15,1% hi vivien nens de menys de 18 anys, en un 72,7% hi vivien parelles casades, en un 2,4% dones solteres, i en un 24,2% no eren unitats familiars. En el 21,5% dels habitatges hi vivien persones soles el 15,9% de les quals corresponia a persones de 65 anys o més que vivien soles. El nombre mitjà de persones vivint en cada habitatge era de 2,14 i el nombre mitjà de persones que vivien en cada família era de 2,45.
Per edats la població es repartia de la següent manera: un 13,7% tenia menys de 18 anys, un 1,4% entre 18 i 24, un 11,3% entre 25 i 44, un 30,3% de 45 a 60 i un 43,2% 65 anys o més.
L'edat mediana era de 61 anys. Per cada 100 dones de 18 o més anys hi havia 91,6 homes.
La renda mediana per habitatge era de 108.702 $ i la renda mediana per família de 126.755 $. Els homes tenien una renda mediana de 89.395 $ mentre que les dones 26.607 $. La renda per capita de la població era de 90.938 $. Entorn de l'1,4% de les famílies i el 3,4% de la població estaven per davall del llindar de pobresa.

## Poblacions més properes
El següent diagrama mostra les poblacions més properes.